# SRY 유전자
Y 염색체 성 결정 영역 단백질(sex-determining region Y protein, SRY) 또는 고환 결정 인자(testis-determining factor, TDF)는 수아강 포유류(유태반류와 유대류)에서 수컷 성 결정의 시작을 담당하는 SRY 유전자에 의해 암호화되는 DNA 결합 단백질(유전자 조절 단백질/전사 인자라고도 함)이다. SRY는 Y 염색체에 있는 인트론이 없는 성 결정 유전자이다. 이 유전자의 돌연변이는 개인의 표현형과 유전자형에 다양한 영향을 미치며 다양한 성 발달 장애를 일으킨다.

## 같이 보기
- 성결정계